# Valby Idrætspark
El Valby Idrætspark originalmente Valby Fælled, es un estadio de fútbol situado en el municipio de Valby, un suburbio de la ciudad de Copenhague, Dinamarca. El estadio inaugurado en 1942 posee en la actualidad una capacidad para 12 000 personas. Es utilizado por el BK Frem Copenhague club que disputa la Superliga danesa.
En la década de 1930, surgieron planes para construir un extenso complejo deportivo en Valby Fælled como parte de una posible candidatura danesa para albergar los Juegos Olímpicos. Los planes incluían un estadio de fútbol, 18 canchas de fútbol para entrenamiento, una casa club para el Boldklubben Frem, un estadio acuático, canchas de tenis, salas para gimnasia, boxeo, lucha libre y levantamiento de pesas, un campo de tiro, vestuarios y una arena cubierta. El trabajo comenzó en 1937 pero los planes se vieron afectados por el estallido de la Segunda Guerra Mundial y la ocupación alemana de Dinamarca. 
BK Frem se mudó a su nueva casa el 7 de marzo de 1942. El nombre del estadio se cambió oficialmente de Valby Fælled a Valby Idrætspark el 18 de agosto de 1942. El partido inaugural se jugó entre BK Frem y el BK Fremad Valby.
El récord de asistencia se estableció el 14 de abril de 1991 con 11.529 espectadores, en un partido de Superliga entre el BK Frem Copenhague y el Brøndby IF.
Fue una de las sedes del Campeonato Europeo Sub-17 de la UEFA 2002, en donde albergó tres partidos del torneo, incluida la semifinal entre España y Francia.